# Santitos
Santitos és una pel·lícula mexicana estrenada el 1999 dirigida per Alejandro Springall i protagonitzada per Dolores Heredia. Basada en la novel·la homònima de María Amparo Escandón, va suposar el debut cinematogràfic del director mexicà i va ser adaptada al cinema per la mateixa autora.

## Argument
Després de la mort de la seva única filla de 13 anys víctima d'una malaltia desconeguda, Esperanza es troba enfonsada en depressió. Devota d'un exèrcit de" santitos" comandat per Sant Judes Tadeu, la seva fe l'anima per iniciar un viatge buscant un miracle que doni sentit a la seva vida. Una nit, des del cristall brut del forn de la seva estufa, el sant li dona un senyal: la seva filla no ha mort però és possible que estigui en perill. Amb tot el valor que pot recaptar i amb la certesa que Sant Judes no la decebrà, Esperanza s'embolica en una travessia que la portarà des de Tlacotalpan pel cor de Tijuana i Los Angeles. Esperanza s'immiscirà en tota mena de situacions inesperades des de la tristesa més aguda fins a l'alegria més desbordant, en vèncer les adversitats Esperanza veurà retornada la força per a seguir endavant.

## Repartiment
- Dolores Heredia - Esperanza
- Fernando Torre Lapham - pare Salvador
- Ana Bertha Espín - Soledad
- Demián Bichir - Cacomixtle
- Darío T. Pie - César
- Roberto Cobo - don Trini
- Regina Orozco - Vicenta
- Alberto Estrella - el Ángel Justiciero
- Josefina Echánove - la professora
- Flor Edwarda Gurrola - Paloma
- Mónica Dionne - la Morena
- Pilar Ixquic Mata - la Flaca
- Rudger Cudney - Scott Haynes
- Maya Zapata - Blanca (filla d'Esperanza)
- Juan Duarte - Fidencio, sagristà
- José Sefami - doctor Ortiz
- Felipe Ehrenberg - home de "la Cueva"

## Recepció
És la primera pel·lícula d'origen hispà que s'ha difós de manera massiva i comercial als Estats Units amb un total de 155 sales al llarg de tota la nació. Aconsegueix obrir la bretxa per al cinema llatí als Estats Units, les preferències del qual són primordialment el cinema de Hollywood però es manté obert al cinema de països de parla hispana. A Espanya es va estrenar en 8 sales de cinema.

## Premis
Festival international du film d'Amiens (FIFAM)
| Categoria     | Persona         | Resultat   |
| ------------- | --------------- | ---------- |
| Millor Actriu | Dolores Heredia | Guanyadora |

XLIII edició dels Premis Ariel
| Categoria            | Persona                          | Resultat  |
| -------------------- | -------------------------------- | --------- |
| Millor Maquillatge   | Carlos Sánchez                   | Nominado  |
| Millor Escenografia  | Joel López                       | Nominado  |
| Millor disseny d'art | Salvador Parra Eugenio Caballero | Nominados |
| Millor guió adaptat  | María Amparo Escandón            | Nominada  |
| Millor Actriu        | Dolores Heredia                  | Nominada  |

Festival Internacional de Cinema de Cartagena de Indias
| Categoria               | Persona                          | Resultat   |
| ----------------------- | -------------------------------- | ---------- |
| Millor Actriu           | Dolores Heredía                  | Guanyadora |
| Millor Producció Visual | Salvador Parra Eugenio Caballero | Ganadores  |
| Millor pel·lícula       | Alejandro Springall              | Nominat    |

Festival Internacional de Cinema de Chicago
| Categoria                 | Persona             | Resultat |
| ------------------------- | ------------------- | -------- |
| New Director Competitions | Alejandro Springall | Nominat  |

Fantasporto
| Categoria         | Persona             | Resultat |
| ----------------- | ------------------- | -------- |
| Millor Pel·lícula | Alejandro Springall | Nominat  |

Festival de Cinema de Gijón
| Categoria       | Persona             | Resultat |
| --------------- | ------------------- | -------- |
| Millor Director | Alejandro Springall | Nominat  |

Festival Internacional de Cinema de Guadalajara
| Categoria       | Persona             | Resultat  |
| --------------- | ------------------- | --------- |
| Millor Director | Alejandro Springall | Guanyador |

Festival de Cinema de Sundance
| Categoria                   | Persona             | Resultat  |
| --------------------------- | ------------------- | --------- |
| Latin American Cinema Award | Alejandro Springall | Guanyador |

Festival Internacional de Cinema de Salònica
| Categoria      | Persona             | Resultat |
| -------------- | ------------------- | -------- |
| Alexander d'Or | Alejandro Springall | Nominat  |

Festival de Cinema Llatinoamericà de Tolosa
| Categoria                       | Persona             | Resultat  |
| ------------------------------- | ------------------- | --------- |
| French Critics' Discovery Award | Alejandro Springall | Guanyador |
| Special Mention                 | Alejandro Springall | Guanyador |